# روبرت جونسون هندرسون
روبرت جونسون هندرسون (بالإنجليزية: Robert Johnson Henderson)‏ هو سياسي أمريكي، ولد في 12 نوفمبر 1822 في مقاطعة نيوتن في الولايات المتحدة، وتوفي في 3 فبراير 1891 في أتلانتا في الولايات المتحدة. انتخب عضو مجلس نواب جورجيا.